# Cryptochironomus gracilidentatus
Cryptochironomus gracilidentatus är en tvåvingeart som beskrevs av Alexander S. Konstantinov 1948. Cryptochironomus gracilidentatus ingår i släktet Cryptochironomus och familjen fjädermyggor. Inga underarter finns listade i Catalogue of Life.